# Jung Joon-young
Jung Joon-young (sinh ngày 21 tháng 2 năm 1989) là cựu ca sĩ, nhạc sĩ, DJ radio, người dẫn chương trình, diễn viên, nhân vật truyền hình người Hàn Quốc. Anh lần đầu tiên được công nhận trong chương trình tài năng truyền hình thực tế của Mnet, Superstar K4 (2012), nơi anh đã đạt vị trí thứ ba. Năm 2013, anh trở thành thành viên trẻ nhất của chương trình tạp kỹ của KBS 2 Days & 1 Night Season 3. Anh ấy đã tổ chức chương trình phát thanh của riêng mình mang tên Jung Joon-young's Simsimtapa (2014) của MBC FM và ra mắt màn hình lớn trong Love Forecast (2015). Từ năm 2015 đến tháng 3 năm 2019, Jung là giọng ca chính của ban nhạc rock Restaurant Restaurant, trước đây gọi là JJY Band, phát hành album đầu tiên "Escape to Hangover" vào tháng 5 năm 2015.
Kể từ khi ra mắt chính thức với việc phát hành Mini Album đầu tiên vào tháng 10 năm 2013, Jung đã giành được giải thưởng "Nam nghệ sĩ solo mới" cho ca khúc chủ đề "이별 10분전 (The Sense of an Ending)" tại Bảng xếp hạng Gaon thứ 3 K-Pop Giải thưởng. Sau đó, ngày 26 tháng 6 năm 2014, anh phát hành mini album thứ 2 tự sản xuất, Teenager, bao gồm sáu bài hát tự sáng tác. Jung đã có buổi gặp gỡ người hâm mộ Đài Loan vào năm 2013 và theo dõi nó với buổi giới thiệu ở nước ngoài đầu tiên tại Đài Bắc vào tháng 7 năm 2014. Anh ấy đã biểu diễn bài tự viết "하루만 (I’m Nobody)" tại Pretty Man OST Japan Concert vào tháng 7 năm 2014. Anh ấy đã tổ chức một chuyến lưu diễn tại Trung Quốc vào tháng 11 năm 2014 và biểu diễn ở Bắc Kinh, Thâm Quyến và Thượng Hải. Jung đã ra mắt buổi hòa nhạc tại Mỹ trong K-CON 2014 với tư cách là người biểu diễn và người dẫn chương trình.
Vào tháng 3 năm 2019, Jung đã rút khỏi ngành công nghiệp giải trí, như một phần của vụ bê bối Burning Sun, thừa nhận đã quay phim phụ nữ mà không có sự đồng ý của họ và chia sẻ nó trong một phòng chat. Đây là giữa những cáo buộc về việc anh ta đã bí mật quay video sex của chính mình và sau đó chia sẻ chúng với bạn bè. Anh hiện tại đang lãnh án 6 năm tù giam, 80 giờ giáo dục về bạo lực tình dục, cấm không làm việc tại cơ quan có liên quan đến trẻ em, thanh thiếu niên trong 5 năm.

## Tiểu sử
Jung Joon-young sinh ngày 21 tháng 2 năm 1989 tại Hàn Quốc. Sau đó, anh lớn lên ở Indonesia, Trung Quốc, Nhật Bản, Pháp và Philippines. Anh là con trai út của Jung Hak-chun và Choi Jong-sook. Cha anh là một doanh nhân quốc tế đã đi đến nhiều quốc gia để kinh doanh. Jung  nói thành thạo ba thứ tiếng khác nhau như tiếng Anh, tiếng Trung, tiếng Hàn. Anh ấy không thể đăng ký vào một trường học bình thường do di chuyển thường xuyên. Anh đã học những bài học riêng cho các môn học thông thường như Toán, Tiếng Anh, violin và piano. Anh cũng có đai đen cấp bốn trong Taekwondo.
Khi Jung tròn 17 tuổi, anh quyết định đến Philippines để làm công việc truyền giáo. Anh dạy Taekwondo và âm nhạc cho trẻ em địa phương. Anh là một thành viên của dàn hợp xướng biểu diễn trước mặt cựu tổng thống Philippines, Gloria Macapagal-Arroyo. Anh ấy nói rằng anh ấy đã lấy cảm hứng từ Kurt Cobain và quyết tâm trở thành một ngôi sao nhạc rock sau khi anh ấy xem chương trình MTV Unplugged của Nirvana khi anh ấy còn là một thiếu niên.

## Sự nghiệp

### 2008-2012: Khởi đầu
Thời kỳ Indie Band
Jung chuyển đến Hàn Quốc vào năm sau để bắt đầu sự nghiệp âm nhạc của mình và sớm ký hợp đồng với một công ty giải trí, được cho là Danal Entertainment đã phát hành EP solo của Jung mang tên Rock Trip năm 2010 cũng như đĩa đơn kỹ thuật số "환상 Fantasy" vào năm 2012.
Năm 2008, Starkim Entertainment đã chọn Jung làm giọng ca chính của LEDApple. Là một trong những thành viên ban đầu, anh đã trải qua quá trình đào tạo và thậm chí đã hoàn thành việc thu âm album đầu tay với ban nhạc, tuy nhiên, trước khi Led Apple ra mắt vào năm 2010, Starkim Entertainment đã phát hiện ra rằng Jung đã ký hợp đồng với công ty trước đó từ chối phát hành Anh ấy và, do đó, anh ấy đã bị loại khỏi ban nhạc rock thần tượng.
Vào năm 2010, Jung đã tham gia vào sân khấu âm nhạc indie Hongdae, Seoul và thành lập nhiều ban nhạc khác nhau như Flower Mist đang bận rộn ở Nhật Bản và Switch On, nơi biểu diễn cho các nhà hát của câu lạc bộ nghiệp dư.

Jung làm người mẫu cho một số trung tâm mua sắm trực tuyến. Anh cũng tham gia quảng cáo cho "BGF Retail" (franchise retail) và tham gia vào các video âm nhạc của các nghệ sĩ khác như "Liquor Bottle" (술병 by Haha). Jung xuất hiện trên chương trình truyền hình Thế hệ Ulzzang 얼짱 Phần 5 (Ep.1 ~ Ep.8)  và đề cập đến chương trình này, anh nói: "Mọi người không thích chương trình này vì họ nghĩ rằng đây chỉ là về những chàng trai và cô gái ưa nhìn trò chuyện trong một chương trình truyền hình, nhưng đó là cơ hội tốt để [anh ấy] kiếm tiền." 
| Week #                  | Date          | Theme                          | Song Choice                                                               | Reference                         | Reference | Reference                                                | Reference                                                                                         |
| ----------------------- | ------------- | ------------------------------ | ------------------------------------------------------------------------- | --------------------------------- | --------- | -------------------------------------------------------- | ------------------------------------------------------------------------------------------------- |
| Week #                  | Date          | Theme                          | Song Choice                                                               | Judge's mark (Lee,Yoon,Psy(Yoon)) | Result    | Vote# (vote,judge,online)                                | Remark                                                                                            |
| 1st                     | Aug. 17, 2012 | First Official Audition        | "What to Say" (뭐라할까, Breeze)                                          |                                   |           | Seoul A Baek Ji-young;No Lee Seung-chul& Lee Ha-neul;Yes |                                                                                                   |
| 4th                     | Sep. 09, 2012 | Superweek solo                 | "BakHa Candy" (박하사탕 YB Band)                                          | Safe                              |           |                                                          |                                                                                                   |
| 5th                     | Sep. 09, 2012 | Superweek Collaboration        | "Someday" (언젠가는, Lee Sang-eun 이상은)                                 | Eliminated                        |           |                                                          | Team leader                                                                                       |
| 6th                     | Sep. 21, 2012 | One More Chance                | "Yue-Ga" (여가, Jang Yun-ju)                                              | Safe                              |           |                                                          |                                                                                                   |
| 7th                     | Sep. 28, 2012 | Superweek Rival Death Match    | "Becoming Dust" (먼지가되어, Kim Kyang-Suk 김광석)                        | Eliminated                        |           |                                                          | vs. Roy Kim                                                                                       |
| 8th                     | Oct. 05, 2012 | Judge's Final Decision (ByPSY) |                                                                           | Safe                              |           |                                                          |                                                                                                   |
| Live 1st Top12          | Oct. 12, 2012 | First Love                     | "Waiting Everyday" (매일매일 기다려, TeeSams)                             | Safe (89,90,90)                   | 2         | 116,923 / 770,000 (526,269,N/A)                          | Group Song "Making Love" (사랑만들기, Papaya)                                                     |
| Live 2nd Top 9          | Oct. 19, 2012 | Rivalry (Vs. An Yae-sul)       | "Bed of Roses" (Bed of Roses Bon Jovi)                                    | Safe (87,88,89)                   | 2         | 99,560 / 640,000 (388,264,96)                            | Group song "The Last Game" (마지막승부, Kim Min-kyo 김민교)                                       |
| Live 3rd Top7           | Nov. 02, 2012 | Go Back (Past Life)            | "It's Only My Life" (그것만이 내 세상, DulGukHwa 들국화)                  | Safe (86,86,87)                   | 2         | 123,309 / 730,000 (388,259,96)                           | Group Song "Confession" (고백,DellySpice)                                                         |
| Live 4th Top6           | Nov. 02, 2012 | My Style                       | "Outsider" (아웃사이더, Bom-Yurum-Gaul-Kyoul 봄여름가을겨울               | Safe (90,90,92)                   | 2         | 147,905 / 810,000 (468,272,84)                           | Group Song "To You" (그대에게, MuHanGueDo 무한궤도)                                               |
| Live 5th Top4           | Nov. 09, 2012 | Audience Song of Choice        | "Emergency Room" (응급실, IZI 이지)                                       | Safe (92,92,90)                   | 2         | 222,121 / 810,000 (600,274,85)                           | surprising Concert "Waiting" (기다리다, Yoon Ha 윤하) "Creep" Creep Radiohead Duet with Roy Kim   |
| Live 6th Top3           | Nov. 16, 2012 | Judge's Mission                | "Did You Forget" (잊었니, Lee Seung-chul) "First Love" (첫사랑, 나비효과) | Eliminated (85,94,93)             | 3         | 277,017 / 860,000 (555,272,84)                           |                                                                                                   |
| Special Guest for Final | Nov. 23, 2012 | Final                          | "Becoming Dust" (먼지가 되어, Kim Kyang-Suk 김광석)                       |                                   |           |                                                          | Top 12 special Performance "BulGunNoUl" (붉은 노을, BIGBANG) "Amateur" (아마츄어, Lee Seung-chul) |

 Vì ban nhạc của anh ấy, "Switch On" ít được công chúng biết đến, Jung Joon-young đã cố gắng tham gia Superstar K4 cùng với các thành viên Switch On để trở nên nổi tiếng hơn với tư cách là một ban nhạc, nhưng họ không thể tiếp tục thử giọng cùng nhau do vấn đề visa của thành viên nước ngoài. Vì vậy, anh quyết định thực hiện buổi thử giọng với tư cách là một nghệ sĩ solo. 
Trong Superweek, giọng nói khàn khàn, ngoại hình và đặc điểm tính cách khó đoán của anh ấy đã thu hút người xem cũng như các giám khảo, đặc biệt là một trong những giám khảo, PSY. Hơn nữa, sự hợp tác của anh ấy với Roy Kim bao gồm "먼지가 되어 (Becoming Dust)" của (Kim Kwang-Suk), mà Jung đã thay đổi bản ballad thành phiên bản rock, trở thành một hit lớn và là bài hát thử giọng song ca hay nhất từ trước đến nay. Sau khi phát hành, nó đã đạt được "All-kill" trên các bảng xếp hạng thời gian thực và giành giải Hot Cover Lựa chọn của Mnet 20 cũng như Ca khúc Karaoke nổi tiếng nhất năm 2013 tại Giải thưởng K-Pop thứ ba của Gaon. Jung đã gặp nguy hiểm nhiều lần, mặc dù anh đã vượt qua vòng chung kết bởi sự lựa chọn của Psy trong quyết định cuối cùng của thẩm phán.  
Trong suốt các giai đoạn cuối cùng, anh ấy đã chọn phong cách rock là phong cách âm nhạc duy nhất của mình. Anh ấy đã nhiều lần được ban giám khảo đề nghị thử một thể loại âm nhạc khác, chẳng hạn như ballad. Tuy nhiên, mặt khác, sự kiên trì của anh ấy về nhạc rock đã gây ấn tượng với rất nhiều người xem, và kết quả là, nó giúp anh ấy thiết lập một fandom mạnh mẽ. Anh ấy đã có thể sống sót qua giai đoạn thứ ba thông qua một số lượng lớn phiếu điện thoại. Những bản cover thể hiện phong cách rock của anh là "매일매일 기다려 Waiting Everyday" (TeeSams), "Bed of Roses" (Bon Jovi), and "Outsider"  "(Bom-Yeoreum-Gaeul-Gyeoul 봄 가을 가을)  màn trình diễn nào nhận được phản hồi tích cực từ ban giám khảo và khán giả. Trên sân khấu thứ năm, anh được mời hát một bản rock ballad "응급실 Emergency Room" (IZI)  được người xem lựa chọn bất kể sở thích âm nhạc của anh. Thật bất ngờ, nó được xếp hạng cao và đứng đầu trên các bảng xếp hạng trực tuyến khác nhau và cũng nhận được phản ứng thuận lợi từ công chúng.
Mặc dù anh đã bị loại trong giai đoạn thứ sáu của vòng bán kết là top 3, nhưng Jung đã đề cập trong cuộc phỏng vấn chia tay rằng " Superstar K4 là bước ngoặt trong sự nghiệp âm nhạc của anh. Trước khi [anh ấy] thử Superstar K4, chỉ những người thích nhạc rock mới nghe những bài hát của anh ấy. Tuy nhiên, bây giờ nhiều người khác nghe nhạc [của anh ấy] và thừa nhận [anh ấy]. [Anh ấy] vui mừng [anh ấy] đã làm cho [mình] được biết đến thông qua Superstar K4. " 

### 2013: Debut vàMini Album đầu tiên
Sau Superstar K4, Jung đã tham gia các buổi hòa nhạc, chương trình TV và radio, làm người mẫu cho xe hơi, quần áo, trò chơi, N-screen và bia. Từ ngày 6 tháng 5, anh làm DJ cho chương trình Close Friend của MBC FM4U cho đến ngày 1 tháng 9. Anh ấy đã xuất hiện trong một số chương trình truyền hình bao gồm  KBS2's Immortal Songs: Singing the Legend, Happy Together, MBC's Radio Star, và We Got Married. Anh ấy đã được đặc cách trong 2 Days & 1 Night Season 3 của KBS kể từ ngày 1 tháng 12.
Vào ngày 21 tháng 5, Jung đã ký hợp đồng với CJ E&M; M sau khi nhận được lời mời từ nhiều công ty giải trí.
Sau khi ký hợp đồng với CJ E&M, Jung đã phát hành đĩa đơn đầu tay "Spotless Mind (병이에요)" với hai phiên bản của video âm nhạc được phát hành: phiên bản N và phiên bản S vào ngày 1 tháng 10. Chỉ một giờ sau khi phát hành, "Spotless Mind" đã giành được vị trí số một trên Mnet, Bugs và Soribada.
Vào ngày 10 tháng 10, Jung đã ra mắt với việc phát hành mini album Jung Joon Young 1st. EP bao gồm tổng cộng sáu bài hát, bao gồm cả ca khúc chủ đề, "The Sense of an Ending" (이별 10분 전) và hai bài hát mà anh tham gia viết và sáng tác: "Missed Call" (아는 번호) and "Take off Mask". EP là một thành công vừa phải, xếp thứ một trên cả bảng xếp hạng hàng ngày và hàng tuần của Synnara Record trong tuần đầu tiên. Bên cạnh đó, "Spotless Mind" (병 이에요) hạ cánh tại vị trí thứ ba và "The Sense của một Ending" (이별 10 분전) cũng đạt vị trí thứ hai trên MBC 's Music Core. 
Anh ấy đã đến Đài Loan để quảng bá EP đầu tiên của mình vào ngày 8 tháng 12, và chào đón 1.000 người hâm mộ Đài Loan và có một sự kiện ký tặng với các buổi biểu diễn bài hát của anh ấy cho những người đã mua một phiên bản giới hạn đặc biệt của album của anh ấy.
Jung đã giành được giải thưởng Nam nghệ sĩ solo mới cho "The Sense của một Ending" (이별 10 분전) và Ca khúc Karaoke nổi tiếng nhất trong năm cho "먼지가 되어 (Becoming Dust)" tại Giải thưởng K-Pop thứ ba của Gaon chart. Anh cũng giành được Ngôi sao của năm tại MBC Entertainment Awards.

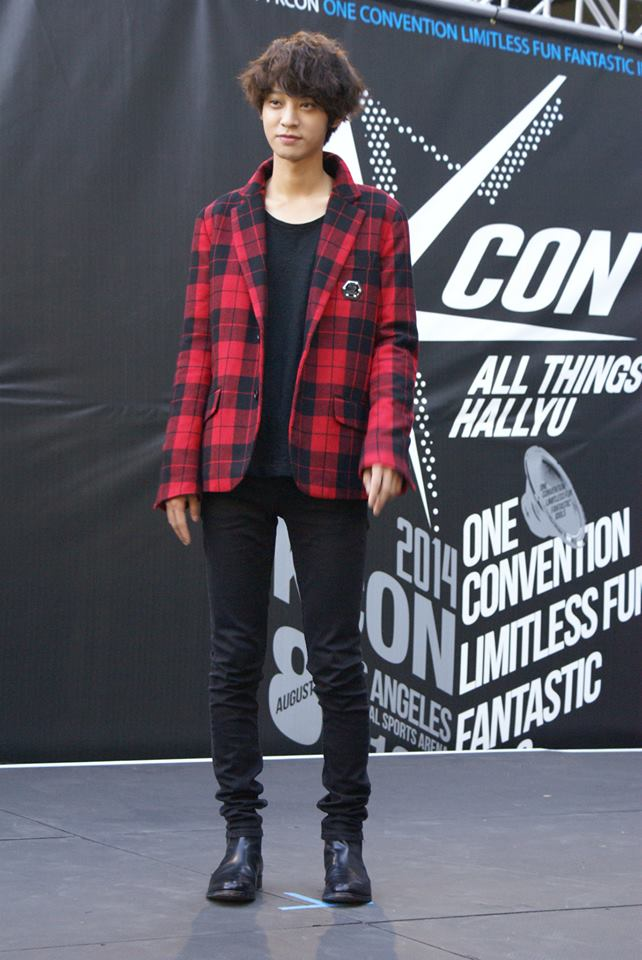
Jung tại KCON ở Los Angeles, 2014

Vào ngày 2 tháng 1, anh ấy đã phát hành một bản OST cho Pretty Man có tên "하루만 (I'm Nobody)" do chính anh ấy viết và sáng tác có hai phiên bản như phiên bản rock theo phong cách Mỹ và phiên bản kịch theo phong cách pop của Anh. Bản ballad rock "I'm Nobody (하루만)" đã đứng đầu Bugs chart và Mnet chart trong năm ngày đầu tiên phát hành.
Vào ngày 12 tháng 3, Jung đã phát hành một bài hát cổ vũ chính thức, "Always Reds", được hợp tác với nhóm hip hop Soul Dive, một bài hát trong album cổ vũ chính thức của Red Devils "We are the Reds" cho FIFA World Cup 2014 ở Brazil.
Jung đã bắt tay với Younha cho bài hát song ca "달리함께 (Just the way you are)" khuyến khích mọi người có được sự tự tin. Bài hát kết hợp cả tinh thần rock và ballad. Sau khi phát hành vào ngày 29 tháng 5, nó đã đứng đầu trên một số bảng xếp hạng âm nhạc như Mnet, Bugs và Olleh Music. 
Jung trở lại với EP thứ hai của mình, Teenager, vào ngày 26 tháng 6. Tất cả các bài hát trong album đều được Jung sáng tác và sản xuất và anh cũng tham gia thiết kế và sản xuất ý tưởng của album, ảnh bìa và tất cả các chi tiết nhỏ khác liên quan đến album. Chủ đề của album là "người trưởng thành mơ ước" và chứa đựng ước muốn của anh ấy cho những người bị thế giới cạn kiệt để bắt đầu mơ trở lại. Nó đứng thứ ba trên Bảng xếp hạng album Gaon trong tuần đầu tiên phát hành.
Vào ngày 19 tháng 7, Jung đã tham gia dàn diễn viên của Pretty Man với tư cách là khách mời cho buổi hòa nhạc tại Nhật Bản. Jung Joon-young xuất hiện tại KCON Los Angeles, California với tư cách là một trong những người dẫn chương trình cũng như là một nghệ sĩ khách mời từ ngày 9 tháng 8 đến ngày 10 tháng 8 và ra mắt buổi hòa nhạc tại Mỹ bằng cách biểu diễn đĩa đơn, bao gồm cả đĩa đơn "Teenager" tự tạo. Anh ấy cũng đã làm hài lòng khán giả bằng cách trình bày phiên bản "Black or White" của Michael Jackson. Sau khi có một showcase tại Đài Loan, ông đã tổ chức một tour diễn mang tên "2014 Demo Live Tour với Jung Joon-young," ở Trung Quốc, bắt đầu từ ngày 14 tháng 11 tại Bắc Kinh, tiếp theo là Thâm Quyến vào ngày 15 và Thượng Hải vào ngày 16.
Vào ngày 1 tháng 8, đại diện của Jung Joon-young tuyên bố Jung Joon-young sẽ tham gia thử thách của một bộ phim thông qua Love Forecast với sự tham gia của Lee Seung-gi và Moon Chae-won trong đó nhân vật của Jung Joon-young có tình yêu một chiều đối với nhân vật của Moon Chae-won.
Jung Joon-young tham gia OST cho Modern Farmer của SBS, hát bài hát "Same Place", một bản ballad rock kể một câu chuyện tình yêu đau lòng. Ngay sau khi "Same Place" được phát hành vào ngày 5 tháng 12, bản nhạc của Blade & Soul "Show Time" đã được phát hành vào ngày 17 tháng 12.
Nhờ sự xuất hiện của anh ấy trên KBS2 's 2 Days & 1 Night season 3, anh ấy đã giành được "Top Entertainer Award in a Variety Show" tại Giải thưởng KBS Entertainment 2014.

### 2015: JJY Band
Jung Joon-young xuất hiện lần đầu trên màn ảnh rộng thông qua một bộ phim hài lãng mạn nhẹ nhàng Love Forecast, được phát hành vào ngày 15 tháng 1  Jung tiếp theo đóng vai chính trong The Lover, bộ phim truyền hình 19+ do Mnet phát sóng, vào vai một nhạc sĩ vô danh vừa sống cùng và hẹn hò với một phụ nữ hơn anh 12 tuổi. Sau đó, anh có một vai khách mời trong tập 10 của bộ phim truyền hình The Producers, với Roy Kim là một antifan.
Sau đó, Jung đã ra mắt với ban nhạc rock JJY Band, phát hành album đầu tiên của họ, Escape to Hangover và ca khúc chủ đề "OMG" vào ngày 27 tháng 5. "OMG" được sáng tác bởi Lee Seung-joo của Jung và Vanilla Unity. Album đầu tay của họ nhận được đánh giá tích cực từ người hâm mộ âm nhạc và các nhà phê bình.
Jung tiếp theo tham gia một chương trình tạp kỹ mới có tên Old House, New House được JTBC phát sóng với tư cách là một diễn viên. Chương trình có các nhân vật nổi tiếng kết hợp với các nhà thiết kế chuyên nghiệp để cung cấp trang trí và cải tiến nhà, trong đó mỗi tuần, hai nhóm sẽ cạnh tranh với nhau để xem trang điểm nhà nào là tốt nhất.

### 2016: Sympathy
Đại diện của CJ E&M tuyên bố rằng hợp đồng của họ với Jung đã hết hạn vào tháng 11 năm 2015. Jung quyết định không gia hạn hợp đồng với CJ E&M. Vào ngày 5 tháng 1 năm 2016, C9 Entertainment đã thông báo rằng Jung và ban nhạc của anh ấy đã chính thức ký hợp đồng độc quyền với nhãn hiệu của họ, REALIVE.
Vào ngày 19 tháng 2, Jung tuyên bố trở lại với album đơn, (Sympathy). Anh ấy chọn soft rock làm âm thanh chính cho album solo mới của mình. "(Sympathy)", ca khúc chủ đề, là một bài hát song ca được thu âm với ca sĩ Hàn Quốc, Seo Young-eun. Nó được viết, sáng tác và sản xuất bởi Jung. Anh cũng đã viết, sáng tác và sản xuất một ca khúc khác trong album và bao gồm khả năng âm nhạc rộng lớn của mình trong album. Jung lần đầu tiên tiết lộ những bài hát mới của mình trong buổi hòa nhạc của JJY Band vào ngày 20 và 21 tháng 2 tại Trung tâm nghệ thuật Lottecard Art Hall ở Seoul. (Sympathy) đã được phát hành vào ngày 24 tháng 2 cùng với video âm nhạc của ca khúc chủ đề. Vào ngày 26 tháng 2, Jung đã phát hành video âm nhạc cho ca khúc thứ hai trong album, "Amy".
tvN đã thông báo vào ngày 7 tháng 3 rằng Jung sẽ tham gia chương trình nấu ăn của họ, 집밥 백선생 2 (Mr. Baek The Homemade Food Master Season 2), là một trong những diễn viên mà anh sẽ học hỏi từ Baek Jong-won, một đầu bếp nổi tiếng của Hàn Quốc, về nghệ thuật nấu ăn tại nhà. Vào ngày 30 tháng 3, JTBC tuyên bố rằng Jung sẽ hợp tác với Kangin, Jeong Jinwoon và Lee Chul Woo cho một chương trình thực tế mới, Hitmaker, trong đó họ sẽ đi du lịch nước ngoài để thử các môn thể thao của các quốc gia khác.
Vào cuối năm 2016, bạn gái cũ của Jung đã đưa ra cáo buộc chống lại Jung. Sau đó, Jung tuyên bố rằng anh ấy sẽ tạm nghỉ trong chương trình 2 Days & 1 Night,  anh ấy vẫn tiếp tục tham gia sau khi thảo luận với đội ngũ sản xuất, sau đó trở lại chương trình vào năm 2017. Yêu cầu này sau đó đã được bác bỏ và bạn gái cũ rút lại vụ án hợp pháp của cô. Sau khi nhận được nhiều lời chỉ trích từ người hâm mộ và cư dân mạng, bạn gái cũ sau đó đã đưa ra một tuyên bố chính thức, trong đó cô xin lỗi công chúng và làm rõ về toàn bộ vấn đề.

### 2017:The First Person
Vào ngày 31 tháng 1, Jung đã thông báo qua tài khoản Instagram của mình rằng anh sẽ phát hành album đầy đủ đầu tiên của mình, mang tên 1인칭 (The First Person). Vào ngày 1 tháng 2, C9 Entertainment đã thông báo rằng "나와 너 (Me and You)" là tên của ca khúc chủ đề, nó là một bài hát ballad có ca sĩ cao cấp của Hàn Quốc, Jang Hye-jin. Hai ngày sau, công ty quản lý của Jung đã tiết lộ danh sách ca khúc của album thông qua tài khoản Twitter của họ. Album bao gồm chín bài hát bao gồm cả phần giới thiệu và hướng ngoại, năm bài hát mới và hai bài hát trong album đơn trước đó của anh, 공감 (Sympathy). Tất cả các bài hát trong album được viết, sáng tác và sắp xếp bởi Jung. Nhà sản xuất của album này là Jung Joon-young và Lee Ji-hyun. Album được phát hành kỹ thuật số vào ngày 7 tháng 2. Video âm nhạc cho ca khúc chủ đề của anh "나와 너 (Me and You)" cũng được chia sẻ trên kênh YouTube chính thức của Jung. Vào ngày 18 tháng 2, công ty của Jung đã thông báo rằng phiên bản tiếng Trung của album đầy đủ đầu tiên của anh ấy, The First Person, đã được phát hành kỹ thuật số trên iTunes và KKBox ngày hôm đó tại bốn quốc gia, Đài Loan, Hồng Kông, Singapore và Malaysia. CD vật lý được phát hành vào ngày 17 tháng 3. Phiên bản tiếng Trung bao gồm 12 bài hát, bao gồm chín bài hát từ album tiếng Hàn và ba phiên bản tiếng Trung của các bài hát "Sympathy", "Amy" và "Me and You".

### 2018:Fiancée
Vào ngày 18 tháng 1, C9 Entertainment thông báo rằng Jung đã gia nhập đội eSports, "Team Kongdoo", chuyên về PlayerUn Unknown's Battlegrounds (PUBG) với tư cách là một game thủ chuyên nghiệp và họ đã tổ chức một buổi lễ bắt đầu vào ngày 17 tháng 1.
Vào ngày 5 tháng 3, C9 Entertainment thông báo rằng Jung sẽ phát hành một đĩa đơn vào cuối tháng. Đĩa đơn sau đó được tiết lộ có tựa đề là "Fiancée" và có sự góp mặt của rapper người Hàn Quốc, Microdot. Nó được thiết lập để phát hành vào ngày 29 tháng 3 thông qua tải xuống kỹ thuật số và CD. Bài hát được viết và sáng tác bởi Jung Joon Young và Moon Kim từ Royal Pirates và phần rap được viết bởi Microdot.
Jung đã tổ chức buổi hòa nhạc solo của mình, Sing vào ngày 19 tháng 5 và 20 tháng 5 tại Shinhwa Cardan Square Live Hall, Mapo, Seoul.
Jung đã xuất hiện trong World DJ Festival Compilation 2018, trình diễn một ca khúc mới có tên Fly cùng với Advanced vào ngày 28 tháng 5.
Có thông báo rằng Jung đang tham gia các bài hát chủ đề cho FIFA World Cup 2018 ở Nga. Jung sẽ hát bài hát thứ ba có tựa đề Hifive Republic of Korea trong album có tên, We, The Reds.
Vào ngày 13 tháng 7, Jung cùng với Yook Sung-jae của BTOB đã tham gia buổi ra mắt truyền thông của chương trình thực tế gốc Viu có tên "Hello K-Idol". Được biết, cả Jung và Yook sẽ là những cố vấn đặc biệt.
Jung trở lại Manila, Philippines vào ngày 22 tháng 9 để tổ chức buổi fanmeeting đầu tiên của mình, Fiancée ở nước này. Anh ấy nói rằng anh ấy hy vọng anh ấy có thể mang Drug Restaurant đến Manila cho buổi hòa nhạc vào năm tới.
Vào ngày 19 tháng 10 năm 2018, Jung đã thông báo trên Instagram của mình rằng anh sẽ chính thức mở một nhà hàng có tên là 'Maison de Coréein' tại Paris vào năm tới sau một tháng hoạt động như một nhà hàng pop-up.

## Tranh cãi và giải nghệ
Vào ngày 11 tháng 3 năm 2019, người ta đã cáo buộc rằng vào năm 2015 và 2016, Jung đã bí mật quay những cuộc gặp gỡ tình dục của riêng mình với 10 phụ nữ, sau đó chia sẻ video với bạn bè trong các nhóm trò chuyện, bao gồm cả người nổi tiếng Hàn Quốc Seungri. Các cáo buộc nổi lên trong một cuộc điều tra của cảnh sát về Seungri vì cáo buộc cung cấp dịch vụ mại dâm, và kết quả là Jung cũng bị điều tra.
Vào ngày 12 tháng 3 năm 2019, Jung đã giải nghệ khỏi ngành công nghiệp giải trí, thừa nhận tội ác rằng anh ta đã "quay phim phụ nữ mà không có sự đồng ý của họ và chia sẻ nó trong một phòng chat". Anh ấy đã xin lỗi nhiều phụ nữ mà anh ấy đã quay, cũng như người hâm mộ của anh ấy, và cũng cam kết hợp tác với cảnh sát. Các cuộc điều tra liên quan đến vụ án của anh ta trong vụ bê bối Burning Sun đang diễn ra, liên quan đến những người nổi tiếng Seungri, Choi Jong-hoon, Yong Jun-hyung và Lee Jong-hyun. Vào ngày 21 tháng 3, Jung đã bị bắt vì những cáo buộc rằng anh ta đã chia sẻ bất hợp pháp các video khiêu dâm về phụ nữ được chụp mà không có kiến thức hoặc sự đồng ý của họ.

## Danh sách đĩa hát
- The First Person (2017)

## Hòa nhạc & biểu diễn trực tiếp
2012
- Buổi hòa nhạc siêu sao K4 Top12: 20/12 ~ 31/12 tại Seoul, Incheon, Daegu, Gwangju, Suwon và Busan

2013
- Buổi hòa nhạc trong mơ của Jung Joon-young
- Buổi hòa nhạc nhỏ của CGV ShinChon

2014
- Buổi hòa nhạc nói chuyện vị thành niên Busan
- Buổi hòa nhạc nói chuyện của Jung Joon-young
- Buổi họp fan đầu tiên của Jung Joon-young
- Buổi hòa nhạc hợp tác của Jung Joon Young & Eddie Kim tại Ulsan
- Demo trực tiếp 2014 với Jung Joon Young tại Trung Quốc

2017
- Buổi hòa nhạc trực tiếp của Jung Joon Young với Drug Restaurant ở Seoul, Daegu và Daejeon
- Buổi hòa nhạc trực tiếp của Jung Joon Young với Drug Restaurant ở Đài Bắc
- Showcase Jung Joon Young  tại Tokyo
- Buổi hòa nhạc "Me & You" của Jung Joon Young với Drug Restaurant ở Tokyo

2018
- Buổi hòa nhạc "Sing" của Jung Joon Young với Drug Restaurant ở Seoul
- Chuyến lưu diễn của Jung Joon Young Europe với Drug Restaurant ở Paris, Düssre, Amsterdam và Lisbon
- Cuộc gặp gỡ người hâm mộ "Fiancée" của Jung Joon Young tại Manila
- Chuyến tham quan trực tiếp của Jung Joon Young với Drug Restaurant ở Chicago, Dallas, San Juan và thành phố New York
- Buổi hòa nhạc "Blue Party" của Jung Joon Young tại Seoul

## Đóng phim

### Music videos
| Năm  | MV           | Nghệ sĩ             | Tham chiếu |
| ---- | ------------ | ------------------- | ---------- |
| 2014 | Mr Ambiguous | Mamamoo feat Bumkey | [ 82 ]     |

### Phim ảnh
| Năm  | Phim          | Vai trò                |
| ---- | ------------- | ---------------------- |
| 2015 | Love Forecast | Yeom Hyo-bong / Andrew |

### Phim truyền hình
| Năm  | Phim                    | Vai trò                      | Mạng |
| ---- | ----------------------- | ---------------------------- | ---- |
| 2013 | Monstar                 | Han Ji-woong (trẻ / ep.9)    | Mnet |
| 2014 | You Are My Destiny      | Đài phát thanh DJ (ep.8)     | MBC  |
| 2015 | The Lover               | Jung Young-joon              | Mnet |
| 2015 | The Producers           | Chống quạt của Cindy (ep.10) | KBS2 |
| 2016 | The Sound of Your Heart | Hàng xóm của Jo Suk (ep.6)   | KBS2 |

### Chương trình thực tế
| Năm         | Chương trình                                | Mạng            | chú thích                                          |
| ----------- | ------------------------------------------- | --------------- | -------------------------------------------------- |
| 2010        | Tent in the City                            | Mnet            | Cameo                                              |
| 2011        | Ulzzang Generation Season 5                 | ComedyTV        | Thành viên                                         |
| 2013        | Jung Joon-young's Be Stupid                 | OnStyle         | Hậu trường quá trình làm album                     |
| 2013        | We Got Married (Season 4)                   | MBC             | Cặp đôi với Jeong Yu-mi                            |
| 2014        | Entertainment Weekly                        | KBS             | Khách mời                                          |
| 2014        | M! Countdown                                | Mnet            | MC cùng với Ahn Jae-hyun                           |
| 2014        | Foul Interview: 4 Things Show               | Mnet            | Người phỏng vấn chính                              |
| 2014        | Fashion King Korea 2                        | SBS             | Diễn viên, đóng cặp với nhà thiết kế Han Sang-hyuk |
| 2014        | Style Icon Awards 2014                      | OnStyle         | MC                                                 |
| 2015        | Entertainment Weekly                        | KBS             | Khách mời                                          |
| 2015        | Two Young                                   | Mnet            | Thành viên                                         |
| 2015        | Laws of the Jungle in Samoa                 | SBS             | Thành viên (Tập 186 -189)                          |
| 2015        | Old House New House                         | JTBC            | Thành viên                                         |
| 2016        | Mr. Baek The Homemade Food Master 2         | tvN             | Thành viên                                         |
| 2016        | Hit Maker                                   | JTBC            | Thành viên                                         |
| 2016        | What The Chart                              | CH Hyundai Card | MC                                                 |
| 2016        | Celebrity Bromance                          | MBigTV          | Tham gia với Roy Kim                               |
| 2016        | Laws of the Jungle in East Timor            | SBS             | Thành viên (Tập 238-240)                           |
| 2017        | Male Friend x Female Friend                 | SBS             | Thành viên                                         |
| 2017        | Trip of The Beer Lovers                     | SBS Mobidic TV  | Thành viên                                         |
| 2017        | My Sweet Town                               | Kuki Health TV  | Host                                               |
| 2017        | My Unexpected Sweet Trip                    | tvN (Asia)      | Thành viên                                         |
| 2017        | Salty Tour                                  | tvN             | Thành viên                                         |
| 2018        | Laws of the Jungle đảo Cook                 | SBS             | Thành viên tham gia (Tập 299–301)                  |
| 2018        | Royal Adventure                             | Clash Royal     | Thành viên                                         |
| 2018        | One Night Food Trip (International Edition) | TVN (Asia)      | Thành viên                                         |
| 2013 - 2019 | 2 Ngày & 1 Đêm mùa 3                        | KBS2            | Thành viên                                         |

### Chương trình phát thanh
| Ngày                                                | Kênh     | Chức vụ                                                | Vai trò | Ghi chú                          |
| --------------------------------------------------- | -------- | ------------------------------------------------------ | ------- | -------------------------------- |
| Ngày 28 tháng 1 năm 2013 ~ ngày 03 tháng 3 năm 2013 | MBC FM4U | Bài hát hy vọng vào buổi trưa 김신영 의 정오 의 희망곡 | DJ      | DJ tạm thời cho tháng 2 năm 2013 |
| Có thể. Ngày 06 tháng 6 năm 2013 ~ tháng 9 năm 2013 | MBC FM4U | Bạn thân 친한 친구                                     | DJ      | Từ 20:00 đến 22:00               |
| Ngày 7 tháng 7 năm 2014 ~ ngày 15 tháng 11 năm 2015 | MBC FM   | Simsimtapa của Jung Joon-young 정준영 의 심심 타파     | DJ      | Từ 24:00 đến 02:00               |

## Giải thưởng & Đề cử
| Năm  | Giải thưởng/Phê bình        | Hạng mục                                | Kết quả   | Ref.   |
| ---- | --------------------------- | --------------------------------------- | --------- | ------ |
| 2013 | 3rd Gaon Chart Music Awards | New Male Solo Artist of the Year        | Đoạt giải | [ 83 ] |
| 2013 | 3rd Gaon Chart Music Awards | Popular Singer of the Year with Roy Kim | Đoạt giải | [ 83 ] |
| 2013 | 15th Mnet Asian Music Award | Best New Male Artist                    | Đề cử     |        |
| 2013 | 15th Mnet Asian Music Award | Artist of the Year                      | Đề cử     |        |
| 2013 | MBC Entertainment Awards    | Star of the Year                        | Đoạt giải | [ 84 ] |
| 2013 | 28th Golden Disk Awards     | New Rising Star Award                   | Đề cử     | [ 85 ] |
| 2013 | 28th Golden Disk Awards     | Popularity Award                        | Đề cử     | [ 85 ] |
| 2013 | 23rd Seoul Music Awards     | Rookies Award                           | Đề cử     | [ 86 ] |
| 2013 | Mnet 20's Choice Awards     | 20's Hot Cover Music with Roy Kim       | Đoạt giải | [ 87 ] |
| 2014 | 7th Style Icon Asia         | Top 10 Style Icons                      | Đề cử     |        |
| 2014 | 16th Mnet Asian Music Award | Style in Music                          | Đoạt giải |        |
| 2014 | 16th Mnet Asian Music Award | Best Band Performance                   | Đề cử     |        |
| 2014 | 16th Mnet Asian Music Award | Union Pay Song of the Year (TEENAGER)   | Đề cử     |        |
| 2014 | KBS Entertainment Awards    | Best Entertainer Award (Variety)        | Đoạt giải |        |
| 2015 | Korea Wave Fashion Festival | Best Airport Fashion (Singer Category)  | Đoạt giải |        |
| 2015 | 17th Mnet Asian Music Award | Best Band Performance                   | Đề cử     |        |
| 2015 | 17th Mnet Asian Music Award | Union Pay Song of the Year (OMG)        | Đề cử     |        |
| 2015 | KBS Entertainment Awards    | Excellence Award (Variety)              | Đề cử     |        |